# Brutality and Bloodshed for All
| Recensione | Giudizio |
| ---------- | -------- |
| AllMusic   | [ 1 ]    |

Brutality and Bloodshed for All è l'ottavo ed ultimo album in studio del musicista punk rock statunitense GG Allin, pubblicato in collaborazione con la band di supporto The Murder Junkies, nel 1993 dalla Alive Records.
Tutte le canzoni incluse nel disco furono scritte da GG Allin mentre era detenuto presso la Michigan State Prison. Le copie dell'album furono distribuite insieme alle copie del suo certificato di nascita e di morte.

## Tracce
Tutte le copie in formato CD di Brutality and Bloodshed for All includono una traccia bonus (intitolata My Sadistic Killing Spree) non presente in nessuna altra versione.
1. Highest Power
2. Kill Thy Father, Rape Thy Mother
3. Anal Cunt
4. Raw, Brutal, Rough & Bloody
5. Shoot, Knife, Strangle, Beat & Crucify
6. I Kill Everything I Fuck
7. Shove That Warrent Up Your Ass
8. My Sadistic Killing Spree
9. I'll Slice Yer Fucking Throat
10. Terror in America
11. Fuck Off, We Murder
12. Take Aim & Fire
13. Bastard Son of a Loaded Gun
14. Legalize Murder
15. Brutality & Bloodshed for All

## Formazione
- GG Allin - voce
- Merle Allin - basso e voce
- William Weber - chitarra e voce
- Donald Saches - batteria e voce

## Collaboratori
- David Peel, Barbara Kitson, Kambra & Johnny Puke - voce (traccia 5)

## Singoli
- Kill Thy Father, Rape Thy Mother / Take Aim and Fire